# Каролькув-Рибновський
Каролькув-Рибновський (пол. Karolków Rybnowski) — село в Польщі, у гміні Рибно Сохачевського повіту Мазовецького воєводства.
Населення — 141 особа (2011).
У 1975-1998 роках село належало до Скерневицького воєводства.

## Демографія
Демографічна структура станом на 31 березня 2011 року:
|          | Загалом | Допрацездатний вік | Працездатний вік | Постпрацездатний вік |
| -------- | ------- | ------------------ | ---------------- | -------------------- |
| Чоловіки | 74      | 22                 | 46               | 6                    |
| Жінки    | 67      | 12                 | 38               | 17                   |
| Разом    | 141     | 34                 | 84               | 23                   |